# Michael Chapman (chanteur)
Pour les articles homonymes, voir Michael Chapman.
Michael Robert Chapman est un chanteur, compositeur et guitariste de folk britannique né le 24 janvier 1941 dans le quartier de Hunslet (en) à Leeds dans le Yorkshire et mort le 10 septembre 2021.

## Biographie
Avant d'être musicien, Chapman a poursuivi une éducation dans un collège d'arts. Il performe dans des groupes de jazz locaux et enseigne les arts visuels et la photographie.
Bien que relativement peu connu tout au long de sa carrière, Chapman est l'auteur de près de 50 albums. En 2017, il publie l'album 50, produit aux États-Unis avec notamment Steve Gunn et Jason Meagher.
Il est mort à son domicile le 10 septembre 2021.

## Discographie
- Rainmaker (1969)
- Fully Qualified Survivor (1970)
- Window (1970)
- Wrecked Again (1971)
- Millstone Grit (1973)
- Deal Gone Down (1974)
- Pleasures of the Street (1975)
- Savage Amusement (1976)
- The Man Who Hated Mornings (1977)
- Play Guitar The Easy Way (1978)
- Life on the Ceiling (1979)
- Looking For Eleven (1980
- Almost Alone (1981)
- Original Owners (1983)
- Heartbeat (1987)
- Still Making Rain (1991/3)
- Navigation (1995)
- Dreaming Out Loud (1997)
- Michael Chapman Black And White (1998)
- BBC Sessions 69–75 (1998)
- The Twisted Road (1999)
- Growing Pains (2000)
- Growing Pains 2 (2001)
- Americana (2001)
- Live And Unhinged (2001)
- Kule 2 B Blue with Alamo Leal (2001)
- Americana 2 (2002)
- Dogs Got More Sense (2004)
- Journeyman Live DVD (2004)
- 27 06 05 Live in Brighton (2005)
- Plaindealer (2005)
- Lost (2005)
- Words Fail Me (2007)
- Vanity and Pride (2008)
- Sweet Powder (2008)
- Time Past & Time Passing (2008)
- And Then There Were Three Live in Nottingham 1977 (2010)
- Wrytree Drift (2010)
- Trainsong: Guitar Compositions, 1967-2010  (2011)
- Fully Qualified Survivor (Reissue) (2011)
- Rainmaker (Reissue) (2012)
- Wrecked Again (Reissue) (2013)
- Window (Reissue) (2014)
- The Resurrection and Revenge of The Clayton Peacock (2011)
- Pachyderm (2012)
- The Polar Bear (2014)
- Fish (2015)
- 50 (2017)